# Börger
Börger ist eine Gemeinde im Nordosten des Landkreises Emsland im westlichen Niedersachsen (Deutschland).

## Geografie

### Geografische Lage
Börger liegt im Hümmling, einer Geestlandschaft im Emsland. Die Gemeinde befindet sich zwischen den Städten Meppen im Südwesten, Papenburg im Nordwesten und Friesoythe im Nordosten am Oberlauf der Ohe, das knapp unterhalb seines Quellbereichs durch die östlich von Börger gelegene Niederung verläuft. Die Ortschaft liegt auf nur 40 m über NN; unweit südsüdwestlich des Ortszentrums befindet sich der 66 m hohe Sunderberg. Östlich von Börger fließt die Ohe, ein Bach, an dem früher die Walkemühle stand. Im Südwesten des Ortes liegen die größtenteils durch Landwirtschaft geprägten Ortsteile Nordkamp und Dosfeld.

### Nachbargemeinden
Nachbargemeinden sind im Norden die Gemeinden Surwold und Breddenberg in der Samtgemeinde Nordhümmling, im Osten die Gemeinden Lorup in der Samtgemeinde Werlte und die Gemeinde Spahnharrenstätte, im Süden die Gemeinde Werpeloh und im Westen die Gemeinden Wippingen und Neubörger in der Samtgemeinde Dörpen.

## Geschichte
Germanische Stämme siedelten erstmals in der Zeit um Christi Geburt auf dem Hümmling. Der Ort und das Umland sind durch zahlreiche Relikte megalithische Monumente der Trichterbecherkultur gekennzeichnet, darunter das Ganggrab (Steenhus) und der Opferstein im Ort. Auch das hauptsächlich in der Sage überlieferte Grab des Königs Surwold hat sich hier befunden.
Ein genaues Datum für die Gründung des Dorfes kann nicht festgelegt werden. Schriftlich wurde Börger erstmals als „Burgiri“ (= Birkenhöhe) in den Schriften des Klosters Corvey um 854 erwähnt. Aus 18 Höfen entwickelte sich die Gemeinde, die heute ca. 2800 Einwohner hat. Die alte Dorfstruktur ist heute noch zu erkennen: Höfe und deren Lage zeugen von der alten Siedlungsweise (Haufendorf).
Im Mittelalter wurde der gesamte Hümmling zum Opfer von Plünderungen und Brandschatzungen durch die benachbarten Stämme der Friesen, Holländer und Stedinger, obwohl er nur dünn besiedelt war und die Gegend sehr agrarisch geprägt war.
1266 versuchten die Einwohner des Hümmlings vergeblich, sich den Friesen unterzuordnen, um einen Schutzherren zu gewinnen.
1394 gewannen die Einwohner des Hümmlings den Bischof von Münster als Schutzherren, als sie sich diesem unterordneten, nachdem er die Macht über die Region Cloppenburg erlangt hatte.
Während des Dreißigjährigen Krieges, im Jahre 1647 wurden viele Dörfer im Gebiet um die Ems geplündert und niedergebrannt. Die Bevölkerung Börgers flüchtete in die umliegenden Moore. Es ist überliefert, dass die Einwohner ein Lösegeld zahlten, um der Plünderung durch die Söldner zu entgehen. In den Jahren nach dem Dreißigjährigen Krieg trat auf dem gesamten Hümmling und auch in Börger mehrmalig die Pest auf und dezimierte die Bevölkerung drastisch.
Erstmals erwähnt wird eine Kirche in Börger im Jahre 1490. 1573 wurde die Pfarrei Börger gegründet. Von 1543 bis 1659 war Börger als Folge der Reformation und des Dreißigjährigen Krieges protestantisch. 1652 wurde in Börger der erste Pfarrer ansässig.
1788 begann die Siedlung von Bauern aus Börger im Nordosten und Nordwesten, aus diesen Ansiedlungen entstanden die Gemeinden Breddenberg und Neubörger. Im 19. Jahrhundert war Börger mit ca. 130 Quadratkilometern Fläche (bis zur Abtrennung der Tochtergemeinden Breddenberg und Neubörger) die größte Gemeinde im Königreich Hannover.
Da der Boden im Gebiet der Gemeinde hauptsächlich aus Sandboden, Heide und Moor bestand, war die Landwirtschaft bis zur Erfindung des Kunstdüngers und des Tiefpfluges nur mit mittelmäßigen Erträgen möglich. Viele Bauern betrieben auch Schaf- und Bienenhaltung in der Heide. Die Bevölkerung war demnach arm. Deshalb arbeiteten viele der Bauern zusätzlich als Torfstecher – außerhalb der Saison – in den Niederlanden. Aufgrund der ärmlichen Verhältnisse wurde Börger von der Auswanderungswelle nach Amerika im 19. Jahrhundert erfasst.
1887, mit dem Ende der Feudalherrschaft des Herzogs von Arenberg erlebte die Region einen wirtschaftlichen Aufschwung, da die Bedingungen für die Bauern besser wurden und sich mehr von ihnen neue Ackerflächen kaufen konnten. In dieser Zeit begann auch das Torfstechen in Börger. 1879 siedelten Bauern im Norden von Börger, jenseits des Waldes, es bildete sich die Siedlung Börgerwald.
1930 bis 1940 siedelten Bauern am Nordrand des Gemeindegebietes, d. h. nördlich von Börgerwald und Börger im Moor – es bildete sich die Siedlung Börgermoor.
1934 wurden die beiden Ortsteile Börgermoor und Börgerwald unabhängig von Börger und zur Gemeinde Surwold vereinigt.
Börger gehörte bis zum 31. Dezember 2004 zum Regierungsbezirk Weser-Ems, der infolge einer Verwaltungsreform mit Ablauf dieses Datums aufgelöst wurde.

## Politik

### Gemeinderat
Der Rat der Gemeinde Börger setzt sich aus 13 Mitgliedern zusammen. Die Ratsmitglieder werden durch eine Kommunalwahl für jeweils fünf Jahre gewählt. Die aktuelle Amtszeit begann am 1. November 2021 und endet am 31. Oktober 2026.
Bei der Kommunalwahl 2021 ergab sich folgende Sitzverteilung:
- CDU: 6 Sitze

Robert Becker, Svetlana Ertus, Andreas Jansen, Norbert Kossenjans, Andrea Steenken und Hermann Ubbenjans
- SPD: 6 Sitze

Jürgen Ermes, Marietta Hanekamp, Jan Heinemann, Johannes Müller, Wilhelm Klaas und Hans-Hermann Rolfes
- UWG: 1 Sitz

Ulrich Wöste

### Bürgermeister
Jürgen Ermes (SPD)

### Gemeindedirektor
Johannes Müller (SPD)

### Wappen
Blasonierung: Rot über Gold geteilt, darin oben in verwechselten Farben ein Bienenkorb zwischen zwei Birkenblättern, unten ein Mühlstein mit Mühleisen.
Die Birkenblätter symbolisieren die Namensdeutung „Burg iri“. Der Bienenkorb bezieht sich auf die im Heidegebiet des Hümmlings vielfach betriebene Bienenzucht. Der Mühlstein erinnert daran, dass in Börger früher viele Mühlenbetriebe ihren Standort hatten. Die rot-goldene Schildteilung entspricht dem Wappen der Reichsabtei Corvey, zu deren umfangreichem emsländischen Besitz Börger bis zum 13. Jahrhundert gehörte. Die Farben Rot und Gold sind zugleich die des Hochstifts Münster, das als Nachfolger Corveys bis zum Ende des alten Reiches 1803 die Landesherrschaft innehatte.
Das Wappen wurde vom Heraldiker Ulf-Dietrich Korn aus Münster gestaltet.

## Kultur und Sehenswürdigkeiten
Neben einigen Gasthöfen und Privatunterkünften gab es ein Jugendgästehaus, das zu einer Flüchtlingsunterkunft umgebaut wurde, und einen Campingplatz. Die Gemeinde Börger betreibt einen „sanften Tourismus“, zum Beispiel durch Wander-, Rad- und Reitwege. In den Sommermonaten ist das örtliche Freibad geöffnet. Das Steenhus von Börger (auch „Börger I“ genannt) ist ein neolithisches Ganggrab, mit der Sprockhoff-Nr. 819.

## Sport
Die DJK Eintracht Börger wurde 1919 gegründet. Er bietet die Sportarten Fußball, Tennis, Tischtennis, Radsport, Karate, Volleyball, Leichtathletik, Schach, Line-Dance, Aerobic und Basketball an. Der Reit- und Fahrverein Börger verfügt über eine Reitsportanlage mit einer 600 m² großen Abreitehalle, einen Dressurplatz und einen Springplatz. Im benachbarten Wald bestehen zahlreiche Reitstrecken. Im Norden befindet sich das Motodrom Börger, das mit einem 1800 m langen Kurs Platz für Motocross-Sportler bietet. Hier findet jährlich der Niedersachsencup statt.

## Naturschutz
In der Gemeinde Börger gibt es vier Naturschutzgebiete mit dem Steinberg auf dem Segelfluggelände Steinberg bei Surwold im Norden, dem Windelberg im Nordosten, dem Oberlauf der Ohe im Südosten und dem Naturschutzgebiet Am Busch im Süden. Der Eichenwald am südöstlichen Ortsrand ist als Naturdenkmal „Osterbrink“ ausgewiesen. Unmittelbar neben dem Wald befindet sich der Dorfteich und das Heimathaus. Das Biotop „Segelflugplatz Surwold“ im Norden zeichnet sich durch ausgeprägte dichte Heidebestände und Komplexe aus Sand-Magerrasen sowie Borstgrasnasen aus. Im Biotop „Heideweg“ sind basen- und nährstoffarme Sandflächen sowie dichte Heidegewächse zu finden.

## Wirtschaft und Infrastruktur

### Verkehr
Börger liegt im Schnittpunkt der Landstraßen 32, 51 und 62 zwischen den Nachbargemeinden Werpeloh, Surwold, Neubörger, Spahnharrenstätte und Breddenberg.
Die nächsten Autobahnanschlussstellen befinden sich an der Autobahn A 31 bei Dörpen und Lathen und sind jeweils etwa 30 km entfernt.
In diesen Orten befinden sich auch die Regionalbahnhöfe der Kursbuchstrecke 395 zwischen Münster und Leer.

### Wirtschaft
In Börger befinden sich zahlreiche Unternehmen aus dem Bau- und dem Metallgewerbe, wovon die meisten im Gewerbe- und Industriegebiet Mühlenberg angesiedelt sind.
Einer der größten Arbeitgeber im Ort ist eine Fleisch- und Wurstwarenproduktionsstätte mit etwa 160 Arbeitsplätzen (Stand 2020, früher bis zu 300). Die 1976 vom Familienunternehmen Zimmermann (Marke Zimbo) gegründete Betriebsstätte gehörte ab 2009 mehrheitlich der Schweizer Firma Bell. 2019 wurde deren deutsche Wurstsparte an die Zur-Mühlen-Gruppe von Clemens Tönnies verkauft. Wie von der Gewerkschaft bereits da befürchtet, wird die Fabrik 2020 geschlossen.
Eine Werkstatt für behinderte Menschen unter Trägerschaft der Caritas beschäftigt zahlreiche Menschen mit Behinderungen aus Börger und Umgebung. Darüber hinaus gibt es in Börger noch viele Landwirtschaftsbetriebe, die sich vornehmlich am Ortsrand befinden.

### Bildung
Die Grund- und Hauptschule Börger wird von ca. 250 Schülern besucht, allerdings wurde die Hauptschule im Schuljahr 2014/15 aufgrund von Renovierungsarbeiten im Grundschulgebäude vorübergehend zur Grundschule umgebaut, was zur Folge hatte, dass viele Schüler der Hauptschule in Börger nach Sögel zur Schule gehen mussten. In der Nähe zum Gebäude der Grundschule, der Turnhalle und dem Freibad befindet sich der Kindergarten „Speelhus“.
Zudem ist in unmittelbarer Umgebung die Freie Realschule Hümmling zu finden, welche sich in der Trägerschaft der Freien Schulgesellschaft Hümmling befindet.
Das Gebäude der Hauptschule befindet sich im Ortskern, in der Nähe der St. Jodokus Kirche.

## Religion

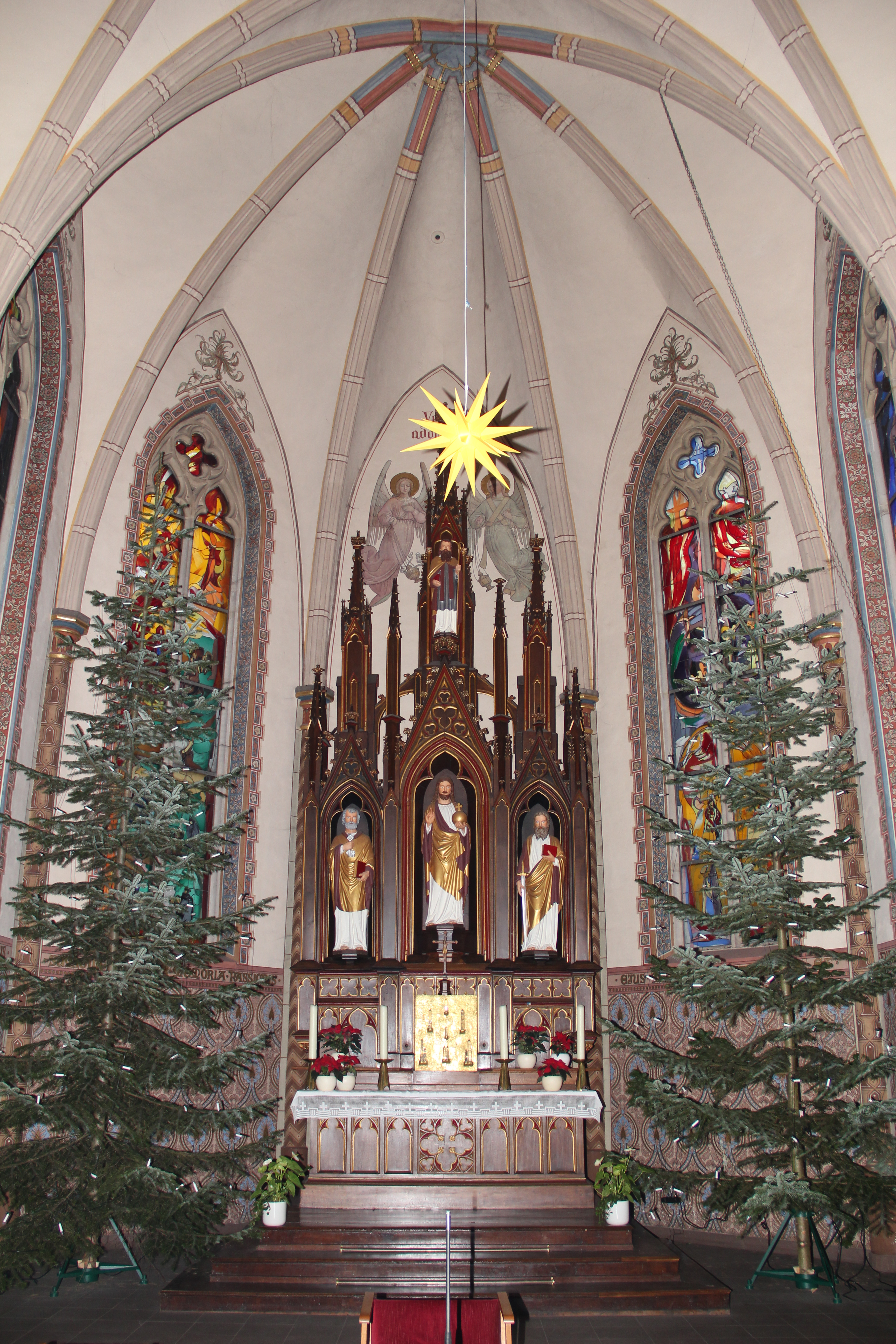
Chorraum der Sankt-Jodokus-Kirche in Börger

Im Zentrum des Ortes steht die katholische St. Jodokus Kirche. Die neugotische Kirche (Kölner Neugotik) wurde zwischen 1856 und 1858 erbaut und zu Beginn des 21. Jahrhunderts umfangreich restauriert. Die St. Jodokus Gemeinde gehört der Pfarreiengemeinschaft St. Barbara an. Darüber hinaus ist auf dem Gelände der Alten- und Pflegewohneinrichtung St.-Josef-Stift in einem alten Bauernhaus die St.-Josef-Kapelle untergebracht, die Kapelle des ehemaligen Börgeraner Krankenhauses.